# Telefonhírmondó

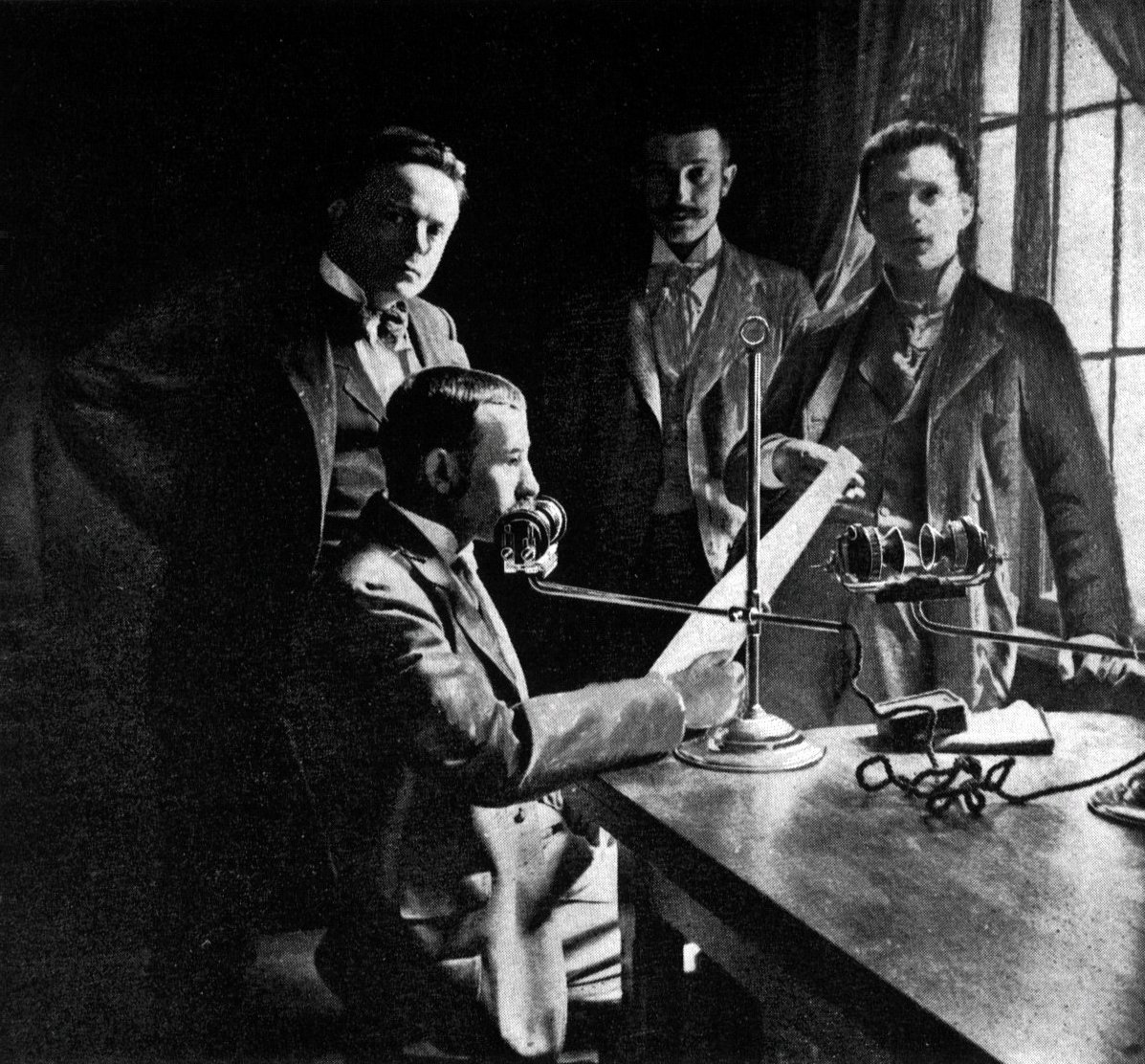
A telefonhírmondó egyik munkatársa felolvasás közben (1901)

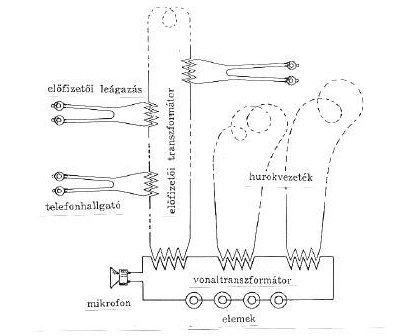
A telefonhírmondó elvi vázlata

A telefonhírmondó célja a képzelhető leggyorsabb hírszolgáltatás volt, amit feltalálója, Puskás Tivadar olyképp ért el, hogy egyetlenegy mikrofonba olvasott hír a városnak több különböző pontján egyidejűleg lett hallható. A hírsorozatokat, melyeket egy külön e célra szervezett szerkesztőség szolgáltatott, távirati stílusban olvasták fel és egy órán át folyton ismételték. Politikai, helyi, közérdekű és tőzsdei híreken kívül időközönként a pontos közép-európai időt is bemondták a készülékekbe.

## Működése

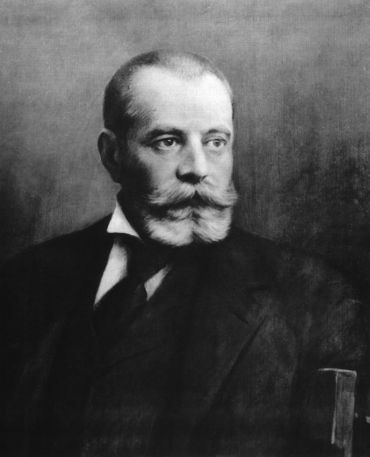
Puskás Tivadar mérnök, a telefonhírmondó feltalálója

Műszaki szempontból tekintve a találmány lényege abban áll, hogy az általánosan ismert mikrotelefon-kapcsolás primer áramkörében a mikrofonon, áramforráson és transzformátoron kívül ez utóbbiból annyit használtak fel, ahány külön és egymástól független szekunder áramkörre szükség volt; a szekunder áramkörök a telefonhírmondó központjából kiindulva egy bizonyos városrész állomásainak táplálására hivatva, e városrészt keresztül-kasul behálózva körülbelül 20 km út befutása után ismét a központba visszatérve az transzformátor szekunder vezetékét zárták. Így tehát úgynevezett hurkok támadtak bizonyos állomáscsoportok táplálására. Míg az oda-visszabeszélésre szolgáló közismeretű telefonállomások felhívó készülékkel (csengettyű-induktorral és csengővel) bírtak, addig a telefonhírmondónál, az úgynevezett beszélő újságnál az állomásokat csakis hallgatásra rendezték be. Egy ilyen állomás két darab telefonhallgatóval (Bell-gyártmány) bírt, melyeknek vezetéke egymásután kapcsolva egy transzformátor szekunder áramkörén keresztül záródott, míg annak primer vezetéke a fent említett hurokvonal fémes folytatását alkotta. A szénmikrofonba szólva annak villamos ellenállása a hangfrekvencia szerint változik és így megváltoztatta a primer áramkörben az áramerősséget is. Így keletkeztek az áramimpulzusok (undulációk), melyek az indukció törvényei szerint a transzformátorok szekunder tekercsében és így az azokon keresztül záródó hurkokban is felléptek. A hurkokban fellépő áramok az állomások transzformátoraiban újra áramokat indítottak, teljesen azonos ingadozásokkal, mint a hang hullámzása a mikrofon előtt. Így jutottak kettős indukció (transzformáció) útján a hangfrekvenciás áramváltozások a telefonhallgatókba és ezeken keresztül a hallgató fülébe. Egy ilyen hurokvonal láncolatos kapcsolatban átlag 200-300 transzformátort tartalmazott. Mint ezen indukció-rendszerből látni, sem az állomások telefonvezetéke, sem pedig az azokat tápláló hurokvonalak egymást közt fémes összeköttetésben nem álltak, eszerint egy hurokvonalnak a megsérülése csakis egy bizonyos városrészt, egy állomás szekunder vezetékének a megrongálása egyedül az adott állomást érinthette. Ez a körülmény a telefonhírmondó üzemben tartásánál a legfontosabb tényező volt.
Áramforrásokként nagyszabásu ún. Callaud-elemeket használtak, négyet-négyet egy beszélőhely számára. Mikrofon gyanánt pedig a közelről való beszédnél legjobban működő általánosan ismert Deckert-Homolka-féle szabadalmazott grafit-mikrofon volt használatban.
Műszaki szempontból a berendezésnél legérdekesebb az a körülmény, hogy a központi transzformátorok, alállomások transzformátorai, akkumulátorok: az ezekkel a primer áramköröket kiegészítő mikrofonok és az utóbbiak vezetékei messze kinyúltak a központból, mint ez pl. az Operában alkalmazott mikrofonoknál fellépett, ahol egy-egy mikrofonnak központon kívüli vezetéke (tetők felett) mintegy 1300 métert tett ki; ilyen hosszú primer vezeték alkalmazása egyedülálló volt a telefontechnikában.
Az átmenet egyik hangátviteli mikrofoncsoportból a másikra egyedül a dugaszoknak más mikrofoncsoporthoz tartozó kapcsolóba való dugaszolása által volt eszközölhető. A primer transzformátorok szekunder vezetői egy úgynevezett gyűjtőben az összes egycsoportbeli mikrofonok által szolgáltatott áramokat egyesítették; ezen gyűjtőkészülék pl. az Operaház zenekarában, színpadán és nézőterén fölszerelt 2-2 mikrofonpár által felfogott hangokat egységes egésszé alakította. A gyűjtőből az áram egy elosztóba jutott, mely arra volt hivatva, hogy a város különböző részeit (zónák) behálózó hurokvonalait – szám szerint 30-at – táplálja. E célból az elosztóból kinyúló drótpárok ugyancsak dugaszokban végződtek, melyek egy dugaszkapcsolóban végződő és kívülről jövő drótpárokkal dugaszolás által fémes összeköttetésbe kerültek.
Egy, az elosztóból kiágazó kettős vezető a dugaszos kapcsolón keresztül a központi telep tetőtámszerkezetéhez vezetett, ahonnan porcelánszigetelőkkel ellátott tetőtámszerkezeteken át a város épületei fölött elvonulva, drótpárt alkotott, míg az általa táplált zóna körletébe nem érve, a tetőről leszökve mint egyes drót az épületek homlokzatán végighaladva és háztömböket körülfogva mintegy 15-20 kilométernyi út és körülbelül 200 állomás táplálása után drótpárjához visszatérve, a hurkot zárta.

## Története

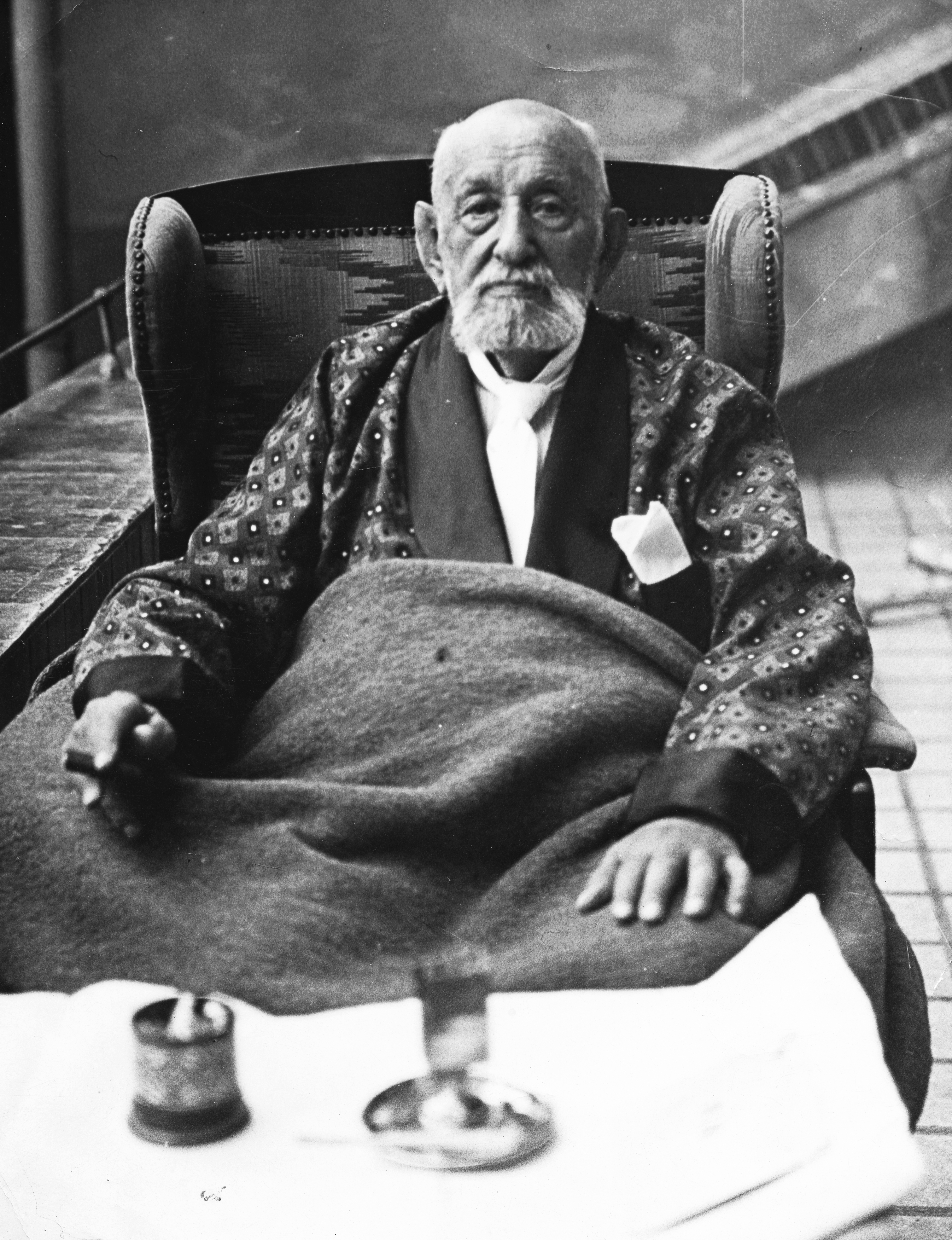
Popper István mérnök a Telefonhírmondó tulajdonosa, aki Puskás Tivadar váratlan halála után továbbfejlesztette a telefonhírmondót

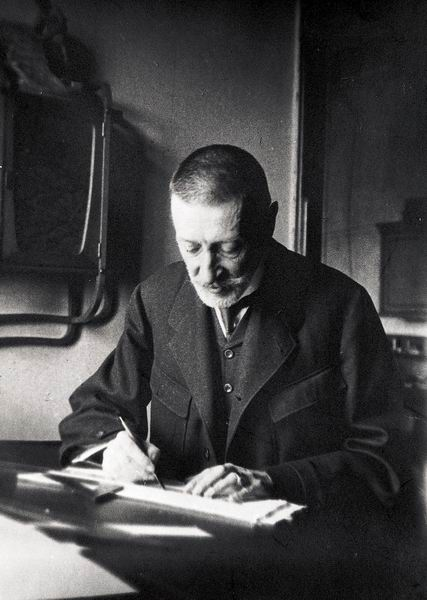
Szvetics Emil elektromérnök, a Telefon Hírmondó műszaki igazgatója, vállalkozó

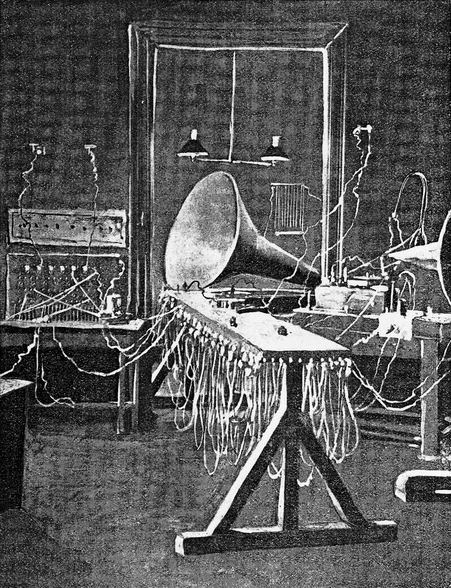
A telefonhírmondó kísérleti terme

1893. február 15-én kezdte meg működését a következő szavakkal: „Üdvözöljük Budapest lakosságát. Üdvözöljük olyan szokatlan módon, amely páratlan az egész világon. Üdvözöljük az első várost, amelyből a Telefonhírmondó az egész világon győzedelmes útjára indul.”
Puskás Tivadar 1893 márciusában bekövetkezett halála után a telefonhírmondó központi berendezését a Magyar utca 6 szám alól az Erzsébet körútra helyezték át és a fent ismertetett rendszer 1894 november hóig két mikrofonnal és öt hurokvonallal működésben állt. 1893 őszén a vállalat Puskás Tivadar örököseinek kezeiből Popper István vállalkozó mérnök tulajdonába ment át, aki azt rövid idővel részvénytársasággá alakította és lehetővé tette a telefonhírmondó műszaki fejlődését, melynek folyamán Szvetics Emil műszaki igazgató közreműködésével a következő javításokat és újításokat eszközölték: 
- Kettőnél több mikrofon egyidejű alkalmazása zeneátvitel céljából s ebből kifolyólag egy új gyűjtő- és elosztó rendszer létesítése.
- Az állomások szaporodásával fellépő hangcsökkenés meggátlása; az említett hangcsökkenés technikai oka a tetemes önindukció fellépésében rejlett, mely a Puskás-rendszer elkerülhetetlen kísérője.
- A hurokvonalak karbantartása és biztosítása céljából azoknak lényeges szaporítása, azaz kisebb részekre való felosztása eszközöltetett, úgy hogy 1896 végén 30 egymástól független áramkör (hurok vagy zóna) különböző városrészeket (háztömböket) táplált és pedig oly módon, hogy az 1894 novemberében a Kerepesi útra áttett központból a huroktápláló kettős vezetékeket (szilíciumbronz-drót) mint tetővonalakat építették ki.
- Az elkerülhetetlen külső behatások által zavart vonalaknak gyors karbantartása céljából távirati összeköttetést létesítettek esetről-esetre a karbantartást végző egyénekkel és pedig a zavart vezetéken keresztül, úgyhogy a vonalfelvigyázók bármely pillanatban távirati érintkezésbe léphettek a központ műszaki személyzetével.
- Zeneátvitel létesítése a telefonhírmondó központjától távol eső helyekről, pl. az Operától, Népszínháztól, mely célra szerfelett érzékeny mikrofonokat szerkesztettek.
- A Callaud-elemek helyettesítése akkumulátorokkal.
- Egy úgynevezett riadójel (felhívó) alkalmazása, mely különös műszerek segítségével lehetővé teszi, hogy a központban egy billentyű lenyomása után a városszerte elszórt állomások kagylóiban egy azokból több méterre kihallható trombitaszerű búgás gerjesztődik, mely hosszabb tartamnál egy szenzációs hírre felhívja a figyelmet, vagy rövidebb tartamnál pl. egy operai felvonás kezdetét jelzi.
- Az összes szükséges kapcsolások megejtésére úgynevezett dugaszos kapcsolókkal szerelték fel a központi berendezést; ezek alkalmazása a különböző helyekre vezető hangfogóknak (mikrofonoknak) az összhálózatban való működtetését a leggyorsabban tette lehetővé, valamint megengedte, hogy a napjában többször szükséges vonalmérések a rendes hírmondó üzem lehető legkisebb megszakítása mellett eszközöltessenek.
- 1897 első felében közvetlen összeköttetés létesült a magyar királyi meteorológiai intézettel, kapcsolatban egy onnan automatice szabályzott órával, mely lehetővé tette, hogy a telefonhírmondó pontos déli jelet adhasson a riadójával.
- Edison-fonográfok (szórványos) használata, kapcsolatban egy különös mikrofon-szerkezettel oly célból, hogy hírességek megörökített hangja bármikor a telefonhírmondó összhálózatában hallható legyen.

A vállalat fejlődését a legjobban mutatja a légvezetékek hosszának évről évre való szaporodása. Így a huzalhosszak, értve a hurokvonalak és mikrofonvezetékek huzalhosszát, az állomások fölszereléséhez tartozó burkolt vezetékek nélkül, minden év május 1-jén a következők voltak:
| év   | km  |
| ---- | --- |
| 1893 | 69  |
| 1894 | 115 |
| 1895 | 271 |
| 1896 | 508 |
| 1897 | 644 |

Az előfizetők száma a következőképpen alakult:
| év   | fő   |
| ---- | ---- |
| 1893 | 500  |
| 1895 | 4915 |
| 1900 | 6437 |
| 1930 | 8868 |

1911-ben óraüzemet szereltek fel, amely a pontos idő jelzésére szolgált. 1918-tól már rendszeresek voltak a közvetítések a Népoperából, a Nemzeti Színházból, valamint a Király Színházból. Az 1923 téli hóvihar során a háztetőkön futó vezetékek leszakadtak, emiatt hónapokig nem üzemelt a telefonhírmondó. A tatarozás megkezdésére 1924 tavaszán került sor, egyúttal újabb vonalakat is kiépítettek. A Telefonhírmondó Rt. 1925. december 1-jén egyesült az akkor induló Magyar Rádióval mint az MTI konszernjének tagja működött tovább Magyar Telefonhírmondó és Rádió Rt. néven, műsoraik minimális eltéréssel megegyeztek. 1928 októberében költözött át a cég a Sándor [ma: Bródy Sándor] utcai épületbe. 1930-ban még 8868 előfizetője volt a telefonhírmondónak, azonban számuk a rádiókészülékek rohamos elterjedésével folyamatosan csökkenni kezdett. 1943-ban leszerelték a magán vevőkészülékeket, és ezután csak közületek és kórházak tartottak fenn vonalakat, azonban az óraüzem megmaradt.

## A napi program
1897-ben így nézett ki a napi program:
- 10:00–10:30 Tőzsdejelentés.
- 10:30–11:00 Hírlapszemle, érdekesebb hírek, táviratok.
- 11:00–11:15 Tőzsdejelentés.
- 11:15–11:30 Helyi és színházi hírek, sport.
- 11:30–11:45 Tőzsdejelentés.
- 11:45–12:00 Országgyűlési hírek.
- 12:00–12:30 Udvari, politikai, katonai hírek.
- 12:30–13:30 Tőzsdejelentés.
- 13:30–14:00 Ismétlés az eddig olvasott érdekes hírekből.
- 14:00–14:30 Törvényhatósági hírek, táviratok.
- 14:30–15:00 Helyi hírek.
- 15:00–15:15 Tőzsdejelentés.
- 15:15–15:30 Érdekesebb tárcák felolvasása.
- 15:30–16:00 Pontos idő, időjárás, törvényszéki vegyes hírek.
- 16:00–16:30 Tőzsdejelentés.
- 16:30–17:00 Bécsi lapok hírei, pénzügyi és gazdasági hírek.
- 17:00–17:30 Színház, sport, művészet, divat, irodalmi műsorok, helyi hírek.
- 17:30–18:30 Az angol, francia és olasz nyelv rendszeres előadása és tanítása:
- 17:30–18:00 Angol nyelv = hétfőn, szerdán, pénteken.
- 18:00–18:30 Francia nyelv = hétfőn, szerdán, pénteken.
- 18:00–18:30 Olasz nyelv = kedden, csütörtökön, szombaton.
- 17:00–18:00 Minden csütörtökön gyermekdélután.
- 19:00-tól Időnként operaközvetítés.